# Fleschenbach
Fleschenbach ist ein Ort in der Gemeinde Freiensteinau im Vogelsbergkreis in Osthessen im Bundesland Hessen in der Bundesrepublik Deutschland.
Östlich des Ortes liegt der Windpark Fleschenbach-Neustall, der zum Zeitpunkt seiner Einweihung im August 2009 der leistungsstärkste Windpark eines einzelnen Betreibers in Hessen war.

## Geografie
Fleschenbach liegt am Südhang des Vogelsbergs.

## Nachbarorte
Der Ort grenzt im Norden an den Ort Freiensteinau, im Nordosten an den Ort Holzmühl, im Osten an Neustall, im Südosten an Ulmbach, im Süden an Rebsdorf und im Westen an Radmühl.

## Ortsgeschichte

### Mittelalter
Die Ersterwähnung des Ortes stammt aus der Zeit zwischen 863 und 889. Sie ist enthalten in einem Kopiar von ca. 1160, dem Codex Eberhardi. Der Ortsname lautet in seiner ursprünglichen Form „flasgenbach“. Ein Kopiareintrag aus dem 18. Jahrhundert nennt für 1267 „villa dicta Flaschenbach“ und „villam dictam Flasenbach“ (Das Dorf genannt Flaschenbach). Hier wird erstmals die Siedlungsform Dorf erwähnt. 1410 heißt es: „an dem dorffe tzuo fleßenbache.“ Ebenfalls im 15. Jahrhundert findet sich ein Kopiareintrag: „fleßenbache“.
Die Namenskunde lehnt einen Bezug zu ahd. flaska (Flasche) und bezieht sich auf einen Rufnamen „Flasco“.

### Neuzeit
In Fleschenbach galten die Riedesel’schen Verordnungen als Partikularrecht. Das Gemeine Recht galt nur, soweit diese Verordnungen keine Bestimmungen enthielten. Dieses Sonderrecht behielt theoretisch seine Geltung auch während der Zugehörigkeit zum Großherzogtum Hessen im 19. Jahrhundert, in der gerichtlichen Praxis wurden aber nur noch einzelne Bestimmungen angewandt. Das Partikularrecht wurde zum 1. Januar 1900 von dem einheitlich im ganzen Deutschen Reich geltenden Bürgerlichen Gesetzbuch abgelöst.
Am 31. Dezember 1971 wurde der Ort in die Gemeinde Freiensteinau eingegliedert.

## Politik
Ortsvorsteher ist Bernd Hofmann.